# استارتسینو
استارتسینو (انگلیسی: Startsino) یک شهرک در شهرستان بیرسکی باشقیرستان کشور روسیه است.